# Emergència al paradís
Emergència al paradís (títol original en alemany, Notfall im Paradies) és un telefilm alemany del 2018 dirigida per Peter Stauch. És el segon episodi de la sèrie d'ARD Doctora al paradís amb Anja Knauer com a doctora Filipa Wagner en el paper principal. Es va estrenar a Alemanya el 26 de gener de 2018 a la franja Endlich Freitag im Ersten. S'ha doblat al valencià per a À Punt, que va estrenar-lo l'11 d'agost de 2024.

## Sinopsi
La Filipa i en Daniel volen mudar-se a l’illa Maurici, però ell encara haurà de fer front a la tràgica mort de la seua dona abans de començar una nova vida.

## Producció
Emergència al paradís es va rodar a Maurici del 16 de maig de 2017 al 17 de juliol de 2017. La pel·lícula va ser produïda per Tivoli Film en col·laboració amb Two Oceans Production.

## Crítica
Els crítics de la revista TV Spielfilm van atorgar un dels tres punts possibles de les cinc categories de suspens, mentre que la resta de categories no van rebre cap punt. La conclusió va ser: "Sol, pastilles, dites intel·ligents: emergència a la televisió".